# Apicia mynes
Apicia mynes är en fjärilsart som beskrevs av Druce 1892. Apicia mynes ingår i släktet Apicia och familjen mätare. Inga underarter finns listade i Catalogue of Life.